# San Juan de las Huertas

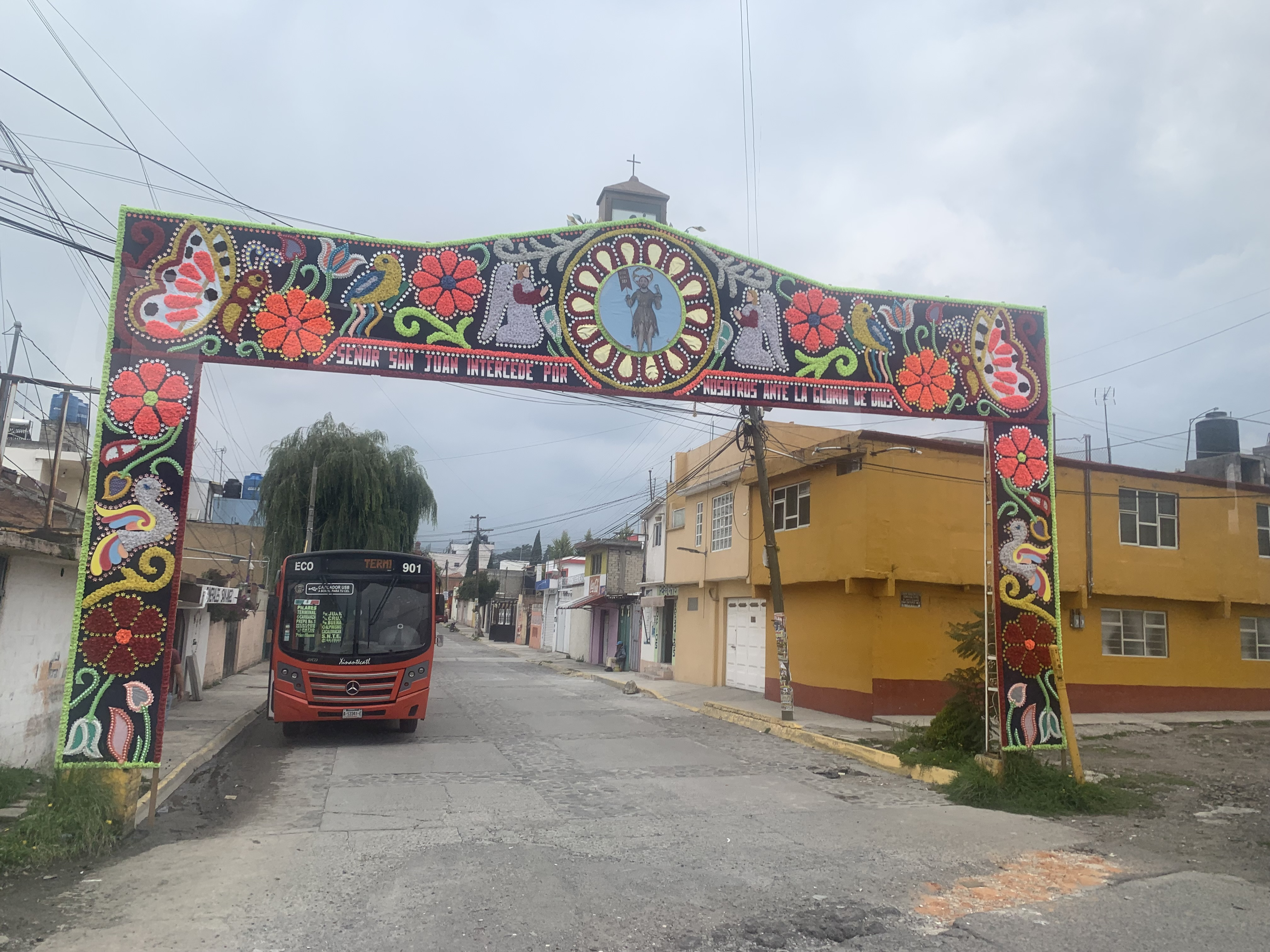
Portada católica de bienvenida a San Juan de las Huertas

San Juan de las Huertas es una población eminentemente agrícola, casi al centro de Zinacantepec. Siembra maíz, haba, papa, cebada, chícharo. También hay minería. Al 2020 contaba con una población de 14,230 habitantes.
Ubicada a 4 km de la cabecera municipal Villa de Zinacantepec y a 12 km de la ciudad de Toluca de Lerdo.

## Toponimia
Se llama "de las Huertas" porque tanto en las inmediaciones como alrededor del poblado abundan los árboles frutales. Previamente se conocía como San Juan Cuauxocotla, con el nombre prehispánico proveniente del náhuatl cuauxocotla, "lugar junto al bosque de tejocotes", por cuau - "árbol", xócotl - "fruta ácida o tejocote"; tla - "lugar".
El jeroglífico de la comunidad está formado por dos glifos que significan cuautli, del náhuatl cuau - árbol tlalli - tierra.
El gentilicio con el que se conoce a los habitantes de San Juan de las Huertas es el de "sanjuanences".

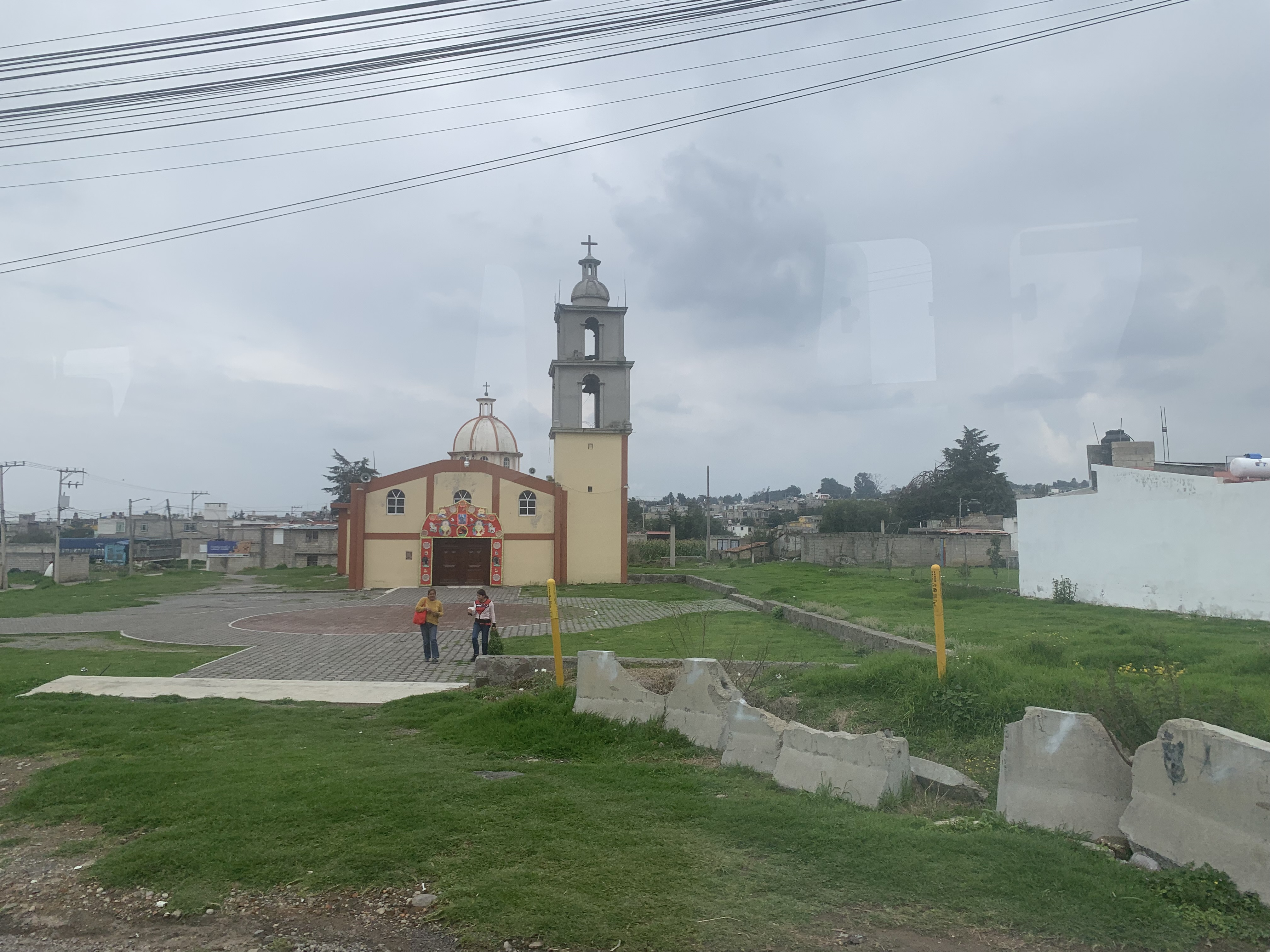
Iglesia San Isidro Labrador, en la carretera a Tejalpa.

San Juan es la denominación hispana de los evangelizadores franciscanos asignaron a este pueblo, en honor a San Juan Bautista.
Se le festeja con dos celebraciones: una fiesta grande el 4 de junio, día del nacimiento de San Juan; la otra el 29 de agosto, día de su martirio. En este contexto religioso se dice que el altar mayor de la parroquia es el original que estaba en la Antigua basílica de Guadalupe. 

## Historia
Esta comunidad fue fundada en 1603. En octubre de 1914 San Juan de las Huertas Gustavo Baz Prada, siendo gobernador del estado de México firmó el acuerdo de capitulación con el que entregó el gobierno del estado al Ejército Constitucionalista. Este hecho ocurrió en la casa del señor Emiliano González padre de la María de Lourdes González Téllez Girón, esposa de Don Enrique Muciño Romero. La casa aún se conserva, es conocida como la "casa de la familia Muciño González".
Según el cronista municipal de Zinacantepec Ángel Francisco Palma Lujano, San Juan fue cruce del Camino Real Toluca Sur del Estado (en especial Real de Minas - Sultepec). Lo que era Camino Real es actualmente es la calle Porfirio Díaz.
En donde actualmente está el Kiosco de San Juan de las Huertas se ubicaba la estación del tren Toluca -Tenango del Valle - San Juan de las Huertas. 